# Wojska pancerne

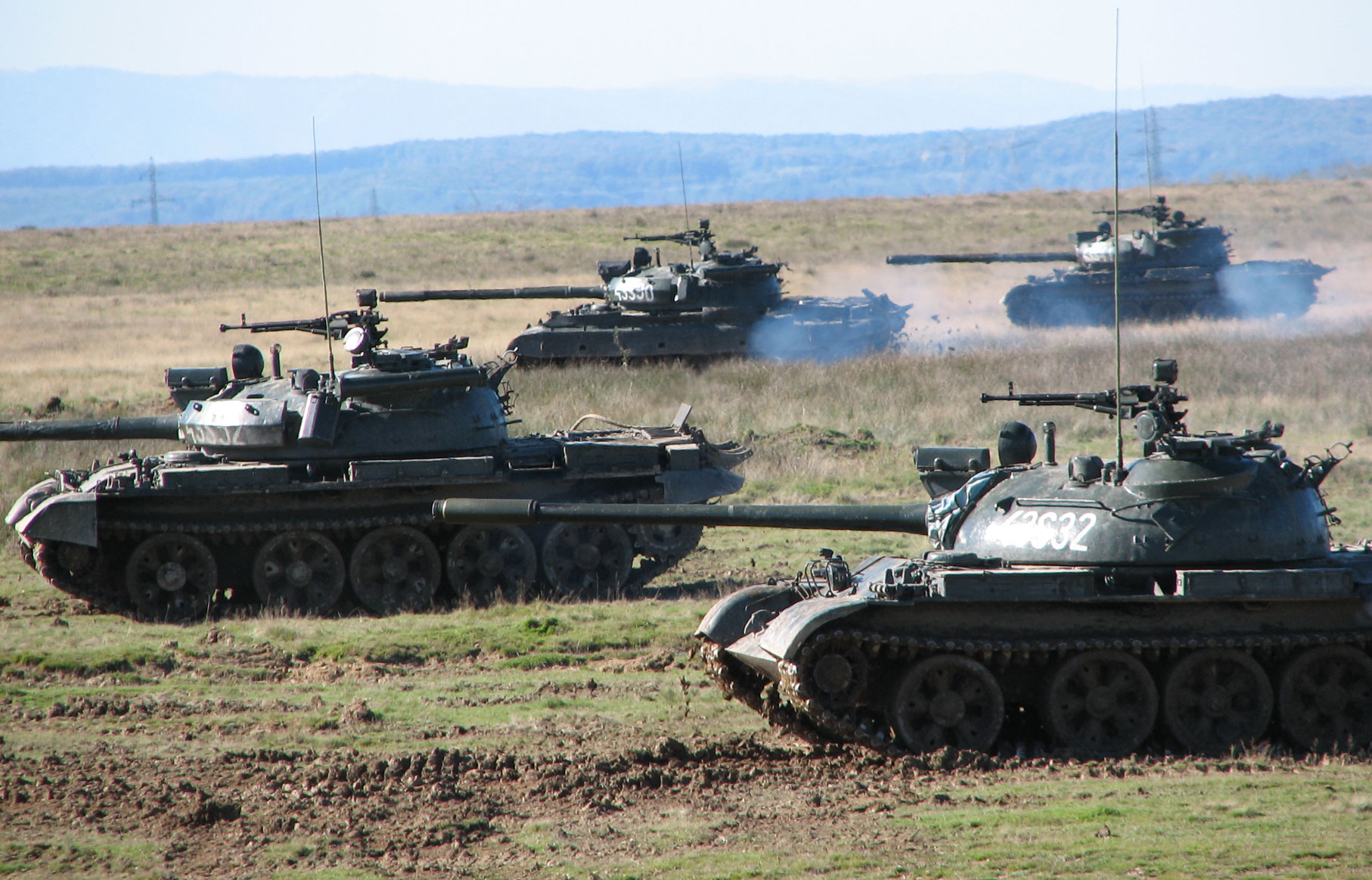
Wojska pancerne

Znak taktyczny

Wojska pancerne – jeden z głównych rodzajów wojsk lądowych, którego podstawę uzbrojenia stanowią czołgi i inne ciężkie wozy bojowe.

## Charakterystyka
Wojska pancerne charakteryzują się dużą siłą ognia, dużą manewrowością i odpornością na ogień. Cechy te czynią je doskonałym rodzajem sił do wtargnięcia w ugrupowanie przeciwnika, rozwijania natarcia, głębokich uderzeń w strefę tyłową przeciwnika i prowadzenia pościgu. Mogą również powstrzymywać atak przeciwnika i wykonywać kontrataki w ramach działań obronnych.
Są główną siłą uderzeniową wojsk lądowych. Występują jako oddziały oraz stanowią związki taktyczne i operacyjne.
Podstawowym uzbrojeniem wojsk pancernych są:
- czołgi,
- działa pancerne,
- bojowe wozy piechoty,
- opancerzone środki walki.

W skład wojsk pancernych wchodzą także pododdziały (oddziały) innych rodzajów wojsk, co nadaje im ogólnowojskowy charakter. Pododdziały czołgów wchodzą również w skład oddziałów wojsk zmechanizowanych.

Na wojnie liczą się przede wszystkim ludzie, a nie tylko maszyny.
Dobry czołg jest bezużyteczny sam w sobie, jeśli jego załoga nie jest odpowiednio wyszkolona, nie posiada mocnego ducha lub zapału do walki.

## Historia
Po raz pierwszy jednostki pancerne zostały użyte przez armię brytyjską czasie I wojny światowej w roku 1916. Rok później armia francuska użyła czołgów do bezpośredniego wsparcia piechoty w czasie przełamywania ufortyfikowanych pozycji obrony. Zaczątkiem polskich wojsk pancernych był utworzony w 1919 na terenie Francji w ramach armii gen. Hallera 1 pułk czołgów. Początkowo przeznaczone były do bezpośredniego wsparcia piechoty. W okresie międzywojennym pojawiła się koncepcje wykorzystania związków pancernych, jako wojsk szybkich. Twórcami tych koncepcji byli Anglicy, lecz w praktyce zrealizowali je Niemcy, tworząc związki lekkich, ale ruchliwych i silnych ogniowo czołgów. Po II wojnie światowej wzrosło znaczenie wojsk pancernych. Było to następstwem dalszego udoskonalenia technicznego sprzętu. Jednak w wojnie izraelsko-arabskiej ich pozycja mocno podupadła, a to w związku z masowym zastosowaniem lekkich, o dużym zasięgu i celnych rakietowych systemów przeciwpancernych. W związku z takim zagrożeniem dla czołgów, następuje coraz silniejsza integracja wojsk pancernych i zmechanizowanych poprzez tworzenie mieszanych oddziałów posiadających w swoim składzie zarówno pododdziały czołgów, jak i piechoty zmechanizowanej.

## Wojska pancerne w Polsce
Współczesne jednostki polskich wojsk pancernych
- 11 Lubuska Dywizja Kawalerii Pancernej,
  - 10 Brygada Kawalerii Pancernej w Świętoszowie,
  - 34 Brygada Kawalerii Pancernej w Żaganiu,
- 1 Warszawska Brygada Pancerna w Wesołej,
- 9 Brygada Kawalerii Pancernej w Braniewie,
- 15 Giżycka Brygada Zmechanizowana (Batalion czołgów),
- 21 Brygada Strzelców Podhalańskich (1 Batalion czołgów).

Święto Wojsk Pancernych i Zmechanizowanych – Dzień Czołgisty obchodzone jest 17 czerwca.
Po raz pierwszy Dzień Czołgisty obchodzony był w dniach 18–20 czerwca 2009 w Żaganiu, w związku z 90-leciem polskiej broni pancernej.
Symbolika wojsk pancernych w Polsce

Znak pancerny
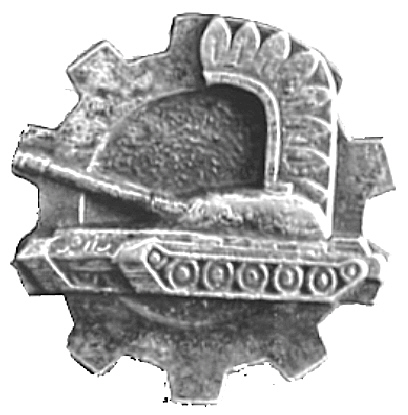
Korpusówka
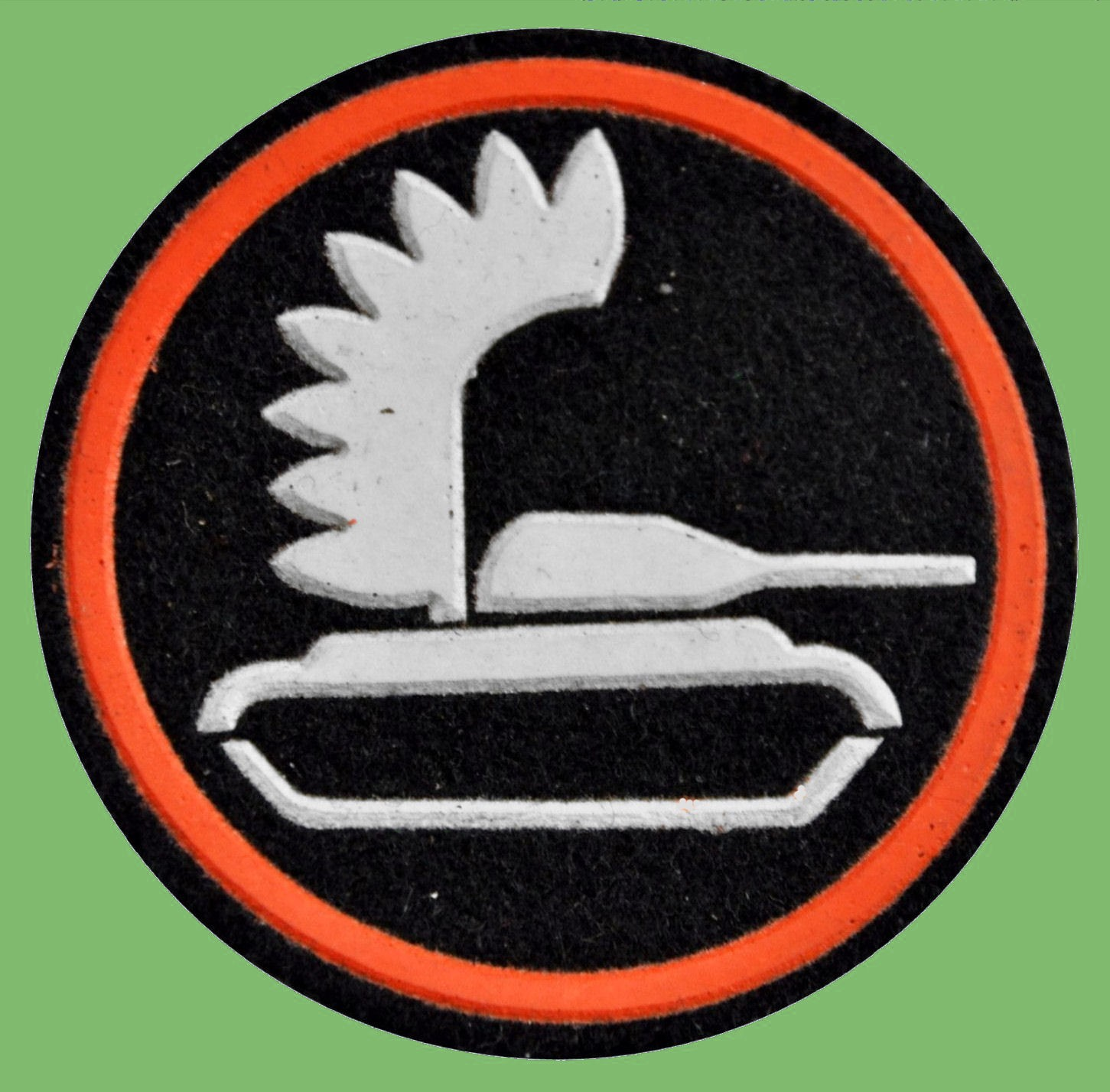
oznaka rozpoznawcza
Oznaka specjalisty wojsk lądowych
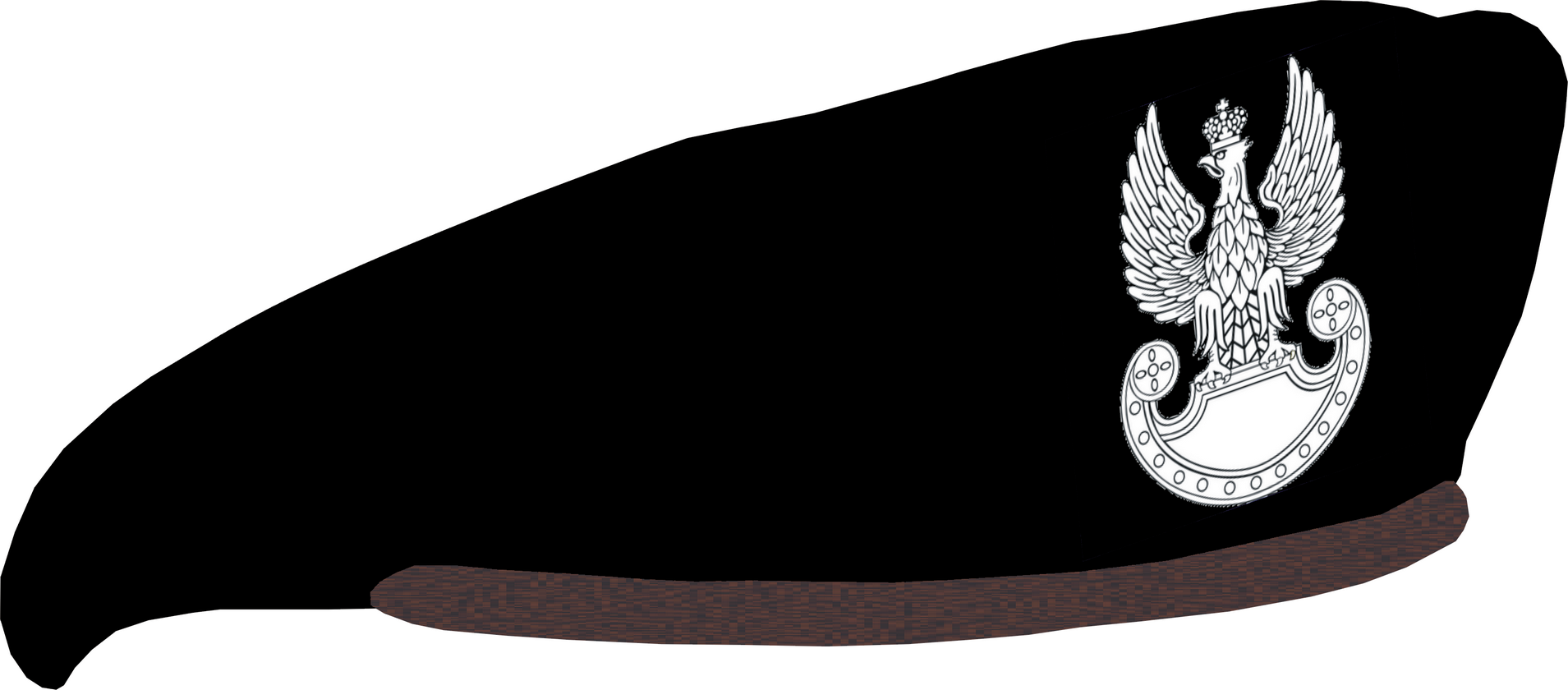
czarny beret
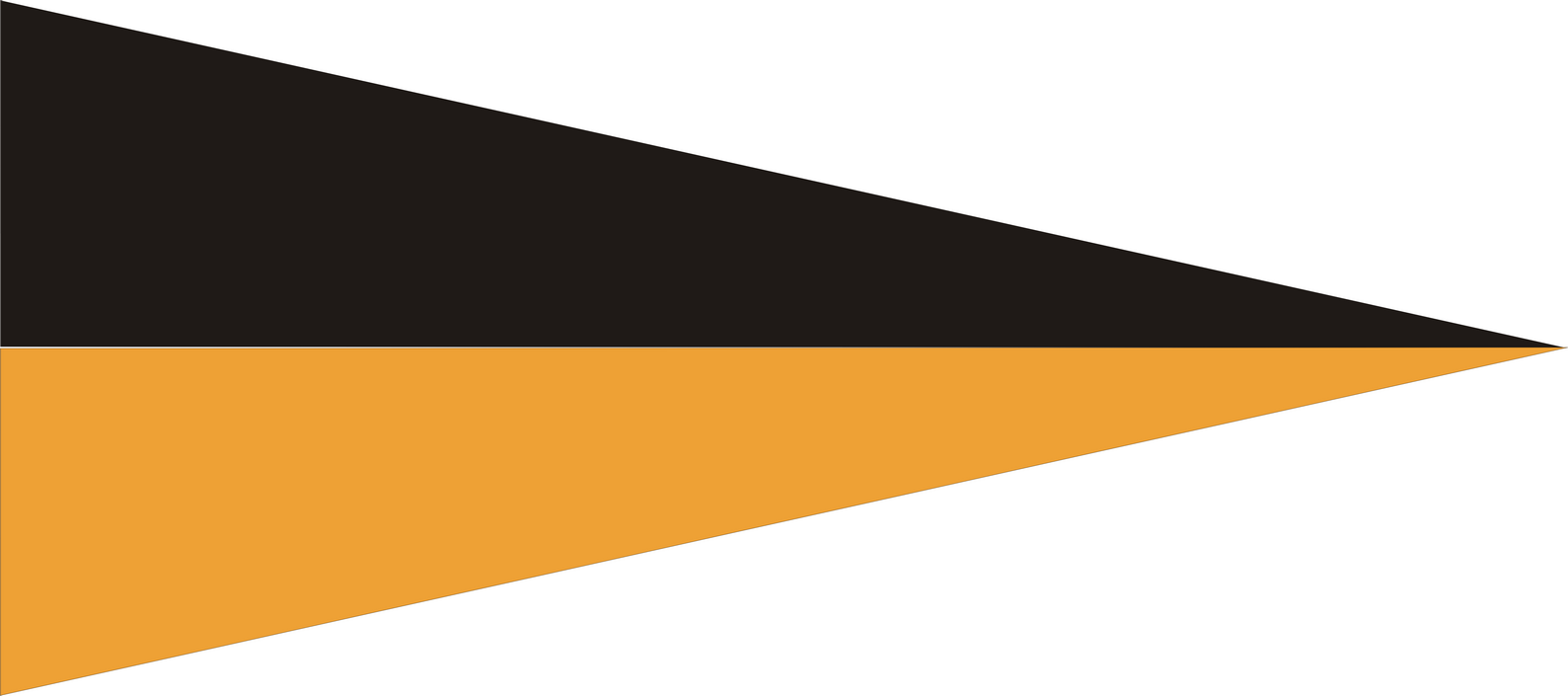
Proporczyk
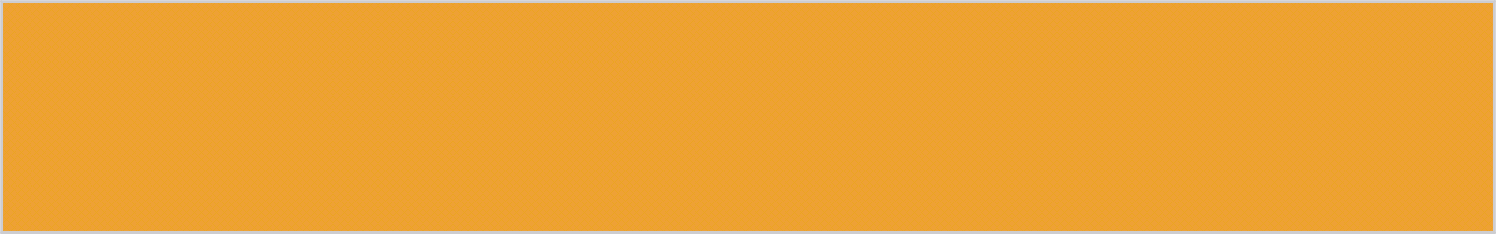
Otok